# Brixia tortriciformis
Brixia tortriciformis är en insektsart som beskrevs av Kirby 1891. Brixia tortriciformis ingår i släktet Brixia och familjen kilstritar.
Artens utbredningsområde är Sri Lanka. Inga underarter finns listade i Catalogue of Life.